# 색화동
"색화동"(色畵動, The Sex Film)은 한국에서 제작된 공자관 감독의 2007년 드라마, 코미디 영화이다. 조재완 등이 주연으로 출연하였고 김조광수 등이 제작에 참여하였다.

## 출연

### 주연
- 조재완
- 김동수
- 정소진
- 김양훈

### 조연
- 장태성
- 체세라
- 김미림
- 박진위
- 손경희

## 기타
- 각색: 신문종
- 각색: 김한
- 프로듀서: 심현우
- 제작부장: 채화석
- 제작부: 김국진
- 제작투자: 신혜연
- 투자책임: 김성환
- 촬영감독: 이승수
- 촬영부: 김동욱
- 촬영부: 장도훈
- 촬영부: 민성원
- 촬영부: 이창섭
- 조명: 박용대
- 조명부: 임재풍
- 조연출: 이성일
- 연출부: 김태우
- 동시녹음: 지민석
- 붐오퍼레이터: 소민섭
- 미술: 이성일
- 미술팀: 김현주
- 분장: 이은경
- 의상: 구혜정
- 디지털처리부문: 이지현
- 디지털처리부문: 오윤영
- 디지털처리부문: 노재원
- 디지털처리부문: 변상수
- 디지털처리부문: 이숙영
- 디지털처리부문: 이장호
- 마케팅부문: 심현우
- 마케팅부문: 송서진
- 마케팅부문: 조영란
- 마케팅부문: 김윤숙
- 예고편: 진정한 자유
- 의상대여: 심 의상실
- 의상팀: 이명희
- 제작관리부문: 하연주
- 제작관리부문: 최은별
- 제작관리부문: 허민정
- 차량대여: 최정묵
- 촬영장비: 한명희
- 촬영장비: 에이스전자
- 크레딧자막: 김준호
- 회계: 김윤숙
- 매니저부문: 강성윤
- 매니저부문: 신영웅
- 메이킹: 백광호
- 메이킹: 소준문
- 메이킹: 조영윤
- 보조출연: 배우집단 '딴따라'
- 보조출연: 픽스
- 보조출연: 신지용